# Босанґоа
Босанґо́а (фр. Bossangoa; санго Bossangoa) — місто в префектурі Уам в Центральноафриканській Республіці. Розташоване на річці Уам.
Населення міста становить 36 478 осіб (2003; 25150 в 1975, 31502 в 1988).
В місті є аеропорт.
В 1901—1905 роках в Босанґоа та околицях проходило повстання проти французів, яке було подавлене. З 1960 року місто в складі ЦАР. В 1964 році тут була відкрита католицька єпархія, яка відокремилась від єпархії Бербераті.
В Босанґоа народився Абель Кувуама — французький антрополог, знавець Центральної Африки.

## Клімат
| Клімат Босанґоа                                                   | Клімат Босанґоа | Клімат Босанґоа | Клімат Босанґоа | Клімат Босанґоа | Клімат Босанґоа | Клімат Босанґоа | Клімат Босанґоа | Клімат Босанґоа | Клімат Босанґоа | Клімат Босанґоа | Клімат Босанґоа | Клімат Босанґоа | Клімат Босанґоа |
| Показник                                                          | Січ.            | Лют.            | Бер.            | Квіт.           | Трав.           | Черв.           | Лип.            | Серп.           | Вер.            | Жовт.           | Лист.           | Груд.           | Рік             |
| Середня температура, °C                                           | 28,31           | 29,13           | 28,23           | 27,04           | 26,36           | 25,18           | 24,18           | 24,02           | 24,41           | 25,28           | 27,30           | 28,15           | 26,47           |
| Норма опадів, мм                                                  | 1               | 6               | 45              | 90              | 133             | 169             | 241             | 277             | 240             | 158             | 20              | 1               | 1381            |
| ----------------------------------------------------------------- | --------------- | --------------- | --------------- | --------------- | --------------- | --------------- | --------------- | --------------- | --------------- | --------------- | --------------- | --------------- | --------------- |
| Джерело: http://www.gaisma.com/en/location/bossangoa.html (англ.) |                 |                 |                 |                 |                 |                 |                 |                 |                 |                 |                 |                 |                 |